# Obwód fergański
Obwód fergański (ros. Ферганская область) – jednostka administracyjna Imperium Rosyjskiego i RFSRR w rosyjskiej Azji Środkowej, utworzona ukazem Senatu Rządzącego 5 marca?/17 marca 1876. Wchodził w skład generał-gubernatorstwa turkiestańskiego. Stolicą obwodu był Kokand. Od 30 kwietnia 1918 w składzie Turkiestańskiej ASRR w składzie RFSRR. W październiku 1924 podzielony pomiędzy Kara-Kirgiski Obwód Autonomiczny a Uzbecką SRR.
Obwód był położony pomiędzy 37° a 42° szerokości geograficznej północnej i 70° a 74°30′ długości geograficznej wschodniej. Graniczył od północy i północnego zachodu z obwodem syrdaryjskim, od północnego wschodu z obwodem siemirieczeńskim, na wschodzie z Cesarstwem Chińskim (Kaszgar), na południu z Afganistanem, na zachodzie z obwodem samarkandzkim i Emiratem Buchary.
Powierzchnia obwodu wynosiła w 1897 – 160 141 km² (121 141 wiorst ²). Obwód w początkach XX wieku był podzielony na 5 ujezdów.

## Demografia
Ludność, według spisu powszechnego 1897 – 1 572 214 osób – Uzbeków (50,2%), Sartów (9,8%), Kirgizów (12,8%) Tadżyków (7,3%), Ujgurów (Kaszgarów), Rosjan i innych ludów tureckich (16,6%).

### Ludność w okręgach według deklarowanego języka ojczystego 1897[1]
| Ujezd         | Uzbecy | Sartowie | Kirgizi | Tadżycy | Rosjanie | Ujgurzy (Kaszgarowie) | Kipczacy | Karakałpacy | Inne ludy tureckie |
| ------------- | ------ | -------- | ------- | ------- | -------- | --------------------- | -------- | ----------- | ------------------ |
| Obwód łącznie | 50,2%  | 9,8%     | 12,8%   | 7,3%    | …        | …                     | …        | …           | 16,6%              |
| Andiżański    | 61,6%  | 34,2%    | …       | …       | …        | 2,8%                  | …        | …           | …                  |
| Kokandzki     | 39,4%  | 39,7%    | 3,3%    | 10,4%   | …        | …                     | 1,7%     | 3,0%        | 1,4%               |
| Margelański   | 63,0%  | 13,6%    | 2,6%    | 4,7%    | 1,2%     | 1,5%                  | …        | …           | 11,9%              |
| Namangański   | 60,5%  | 5,7%     | …       | 16,2%   | …        | …                     | …        | …           | 16,6%              |
| Oski          | …      | 1,1%     | …       | …       | …        | …                     | …        | …           | 96,8%              |